# Martin Toft Madsen
Martin Toft Madsen (Birkerød, Dinamarca, 20 de fevereiro de 1985) é um ciclista dinamarquês que milita no conjunto BHS-PL Beton Bornholm.

## Palmarés
- 2016
- Campeonato da Dinamarca Contrarrelógio

- 2017
- Skive-Løbet
- Campeonato da Dinamarca Contrarrelógio
- Chrono des Nations

- 2018
- Campeonato da Dinamarca Contrarrelógio
- Hafjell GP
- Chrono Champenois
- Duo Normando (junto a Rasmus Quaade)
- Chrono des Nations[1]

- 2019
  - 2.º no Campeonato da Dinamarca Contrarrelógio 
  - 1 etapa da Volta à Dinamarca

- 2020
  - 2.º no Campeonato da Dinamarca Contrarrelógio

- 2021
  - 3.º no Campeonato da Dinamarca Contrarrelógio

## Resultados em Grandes Voltas e Campeonatos do Mundo
Durante sua corrida desportiva tem conseguido os seguintes postos nas Grandes Voltas e nos Campeonatos do Mundo em estrada:
| Corrida                | Corrida                | 2015 | 2016 | 2017 | 2018 | 2019 | 2020 | 2021 |
| ---------------------- | ---------------------- | ---- | ---- | ---- | ---- | ---- | ---- | ---- |
|                        | Giro d'Italia          | —    | —    | —    | —    | —    | —    | —    |
|                        | Tour de France         | —    | —    | —    | —    | —    | —    | —    |
|                        | Volta a Espanha        | —    | —    | —    | —    | —    | —    | —    |
| Mundial em Estrada     | Mundial em Estrada     | —    | —    | —    | —    | —    | —    | —    |
| Mundial Contrarrelógio | Mundial Contrarrelógio | —    | 13.º | 21.º | 10.º | 29.º | —    | —    |

—: não participa

Ab.: abandono